# Richardson Olmsted-Komplex

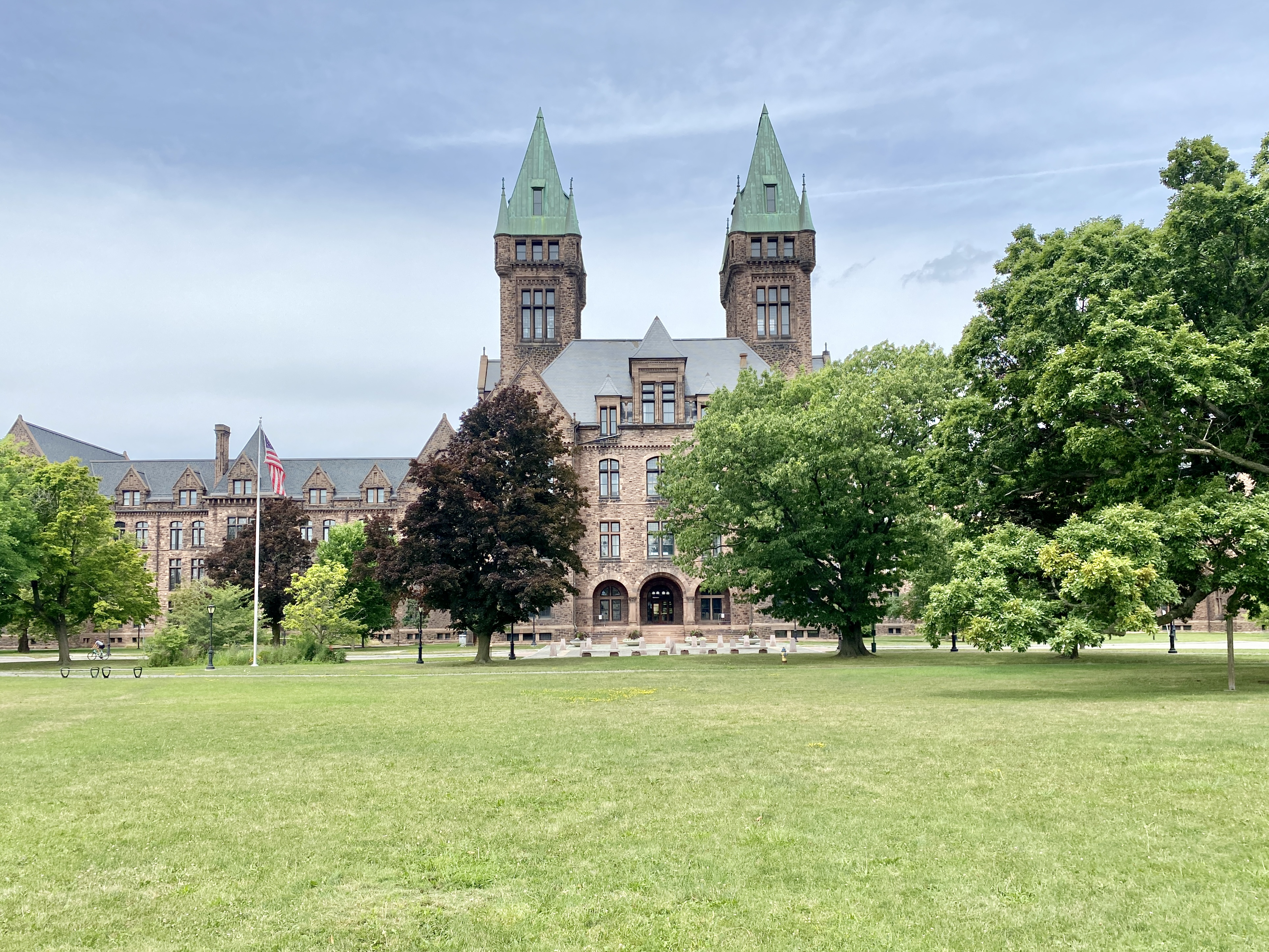
Altes Buffalo State Hospital

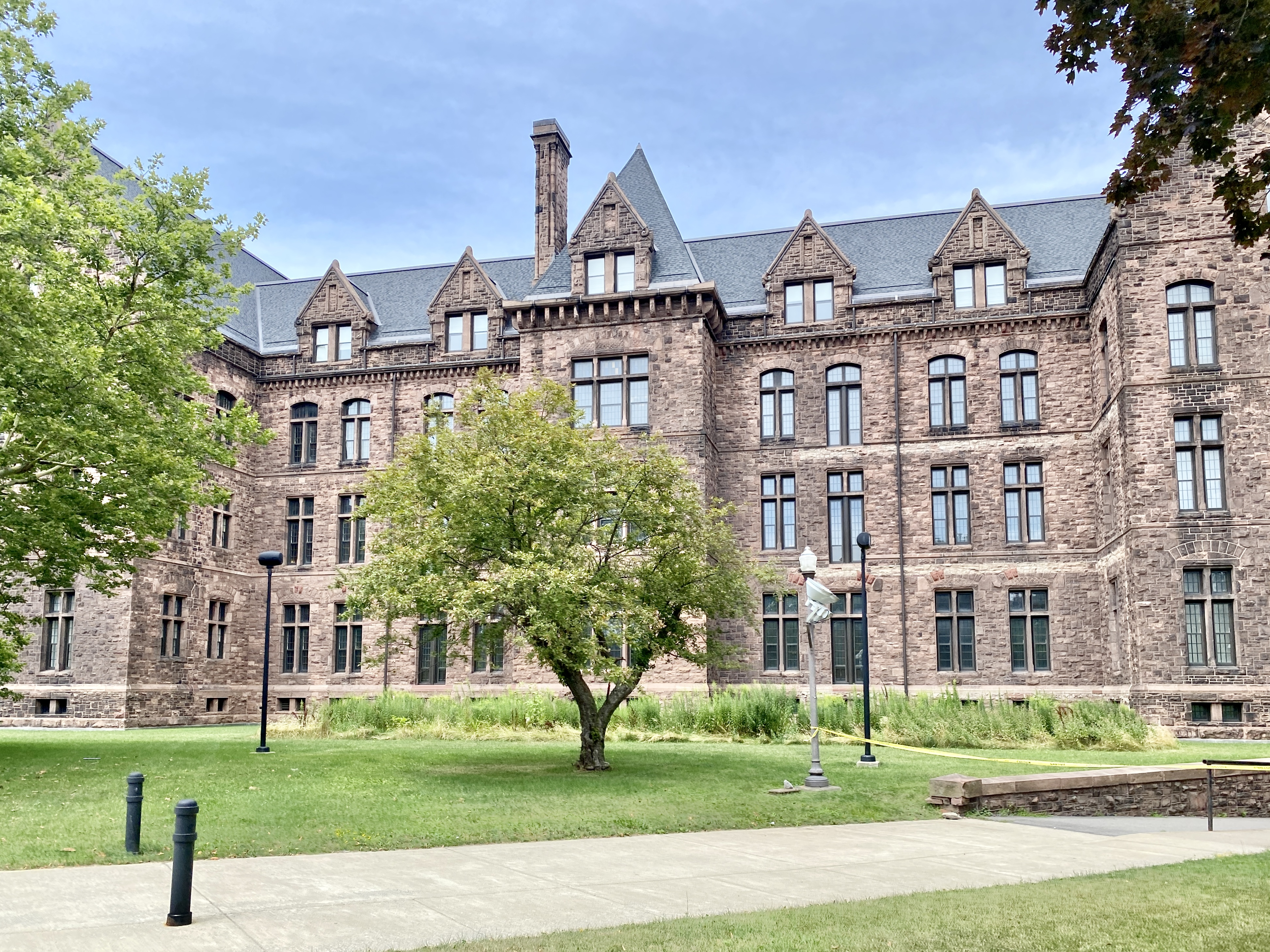
Mittlerer Westflügel, altes Buffalo State Hospital

Das Richardson Olmsted-Komplex in Buffalo, New York, Vereinigte Staaten, wurde 1986 zum National Historisches Landmark erklärt. Die Anlage wurde von dem amerikanischen Architekten Henry Hobson Richardson in Zusammenarbeit mit dem Landschaftsteam von Frederick Law Olmsted, dem Landschaftsarchitekten des Central Park in New York, und Calvert Vaux in den späten 1800er Jahren entworfen und umfasste ein von Thomas Story Krikbride entwickeltes Behandlungssystem für Menschen mit psychischen Erkrankungen. Im Lauf der Jahre, als sich die Behandlung psychische Kranker änderte und die Mittel umgeschichtet wurden, begannen die Gebäude und das Gelände langsam zu verfallen. Im Jahr 2006 wurde die Richardson Center Corporation gegründet, um die Gebäude zu restaurieren. Das Gebäude wurde renoviert und 2023 als The Richardson Hotel eröffnet.

## Geschichte und Architektur
Die großen Krankenhausgebäude aus rotem Sandstein und Ziegeln von Medina wurden 1870 nach dem Kirkbride-Plan des Architekten Henry Hobson Richardson entworfen, die Außenanlagen stammen vom Landschaftsarchitekten Frederick Law Olmsted. Zum Zeitpunkt der Fertigstellung war die Einrichtung offiziell als Buffalo State Asylum for the Insane bekannt. Der Campus besteht aus einem zentralen Verwaltungsturm und fünf Pavillons oder Abteilungen, die auf jeder Seite nach und nach zurückgesetzt sind, so dass sich insgesamt elf Gebäude ergeben, die alle durch kurze, geschwungene zweistöckige Korridore miteinander verbunden sind. Die Patienten waren nach Geschlechtern getrennt, Männer auf der Ostseite, Frauen auf der Westseite. Die Stationen beherbergten die Patienten bis Mitte der 1970er Jahre. Das zentrale Verwaltungsgebäude wurde bis 1994 als Bürogebäude genutzt.
Der Campus, der größte Auftrag in Richardsons Karriere, markiert den Beginn seines charakteristischen romanischen Revival-Stils. Dieser Stil, der von späteren Architekten nachgeahmt wurde, wird als Richardsonsche Romanik bezeichnet. Er ist Gegenstand einer langfristigen Kampagne zur Erhaltung des Gebäudes. Dennoch wurden in den 1970er Jahren drei Pavillons an der Ostseite abgerissen, um Platz für neuere psychiatrische Einrichtungen zu schaffen. Im Jahr 1927 wurde das nördliche Ackerland an den Staat zurückgegeben, um das heutige Buffalo State College zu errichten.
Im Jahr 1973 wurde das Asylum in das National Register für Historische Orte aufgenommen und 1986 zum National Historisches Landmark erklärt. Patientenakten von 1881 bis 1975 befinden sich in der Sammlung des New York State Archives in Albany, NY. Architektonische Pläne und Zeichnungen befinden sich in der H.H. Richardson Collection in der Houghton Library der Harvard University.

### Bemühungen um die Erhaltung
Die Preservation Coalition of Erie County (im Oktober 2008 in „Preservation Buffalo Niagara“ umbenannt) reichte eine Klage ein, die dazu führte, dass der Staat New York im Jahr 2006 die Richardson Center Corporation gründete, um das Gelände zu sanieren, und 100 Millionen Dollar für die Sanierung bereitstellte. Sowohl der ehemalige Abgeordnete der New York State Assembly, Sam Hoyt, als auch die ehemalige Präsidentin des Buffalo State College, Muriel A. Howard, waren an den Plänen für die Restaurierung und Wiederverwendung des Richardson Centers beteiligt.
Ein Zaun und eine Beleuchtung wurden installiert, und ein Polizeibeamter wurde eingestellt, um regelmäßige Patrouillen durchzuführen und weitere Straftaten in dem Komplex zu verhindern und abzuschrecken. Am 5. März 2008 begannen die Stabilisierungsarbeiten an den am stärksten beschädigten Gebäuden, einschließlich der Dächer und Fallrohre. Die Stabilisierung wurde im Jahr 2012 abgeschlossen.
Am 10. April 2010 kam es zu einem Brand. Die Ursache des Brandes wurde untersucht, der Schaden wurde auf 200.000 Dollar geschätzt.
In 2013 wurde die südliche Rasenfläche des Grundstückes fertiggestellt.
Während der Planungsphase hat die Richardson Center Corporation ein aktives öffentliches Verfahren angewandt, das dazu beitragen sollte, den Masterplan in allen Phasen der Umgestaltung des Campus zu informieren, einschließlich mehrerer öffentlicher Sitzungen. Eine Community Advisory Group setzt sich aus Vertretern der angrenzenden Nachbarschaften, Geschäftsbezirke, Kultureinrichtungen, des Buffalo Psychiatric Center, der SUNY Buffalo State und Denkmalschutzgruppen zusammen.
Derzeit wird das Gebäude von der Douglas Development Corporation und Antunovich Associates restauriert.

## Umnutzung als Hotel

### Hotel Henry
Im Januar 2013 wurden Pläne bekannt gegeben, ein Drittel des Campus zu einem Hotel Henry Urban Resort Conference Center mit einem Restaurant namens 100 Acres und dem Buffalo Architecture Center umzugestalten, die beide im Towers Building und zwei flankierenden Gebäuden untergebracht werden sollen.
Das Hotel Henry Urban Resort Conference Center wurde im April 2017 unter großem Beifall eröffnet und 2018 vom Time Magazine zu einem der „World's Greatest Places“ ernannt. Obwohl die ersten beiden Jahre profitabel waren, musste das Hotel Henry im Februar 2021 aufgrund der COVID-19-Pandemie geschlossen werden.

### Das Richardson Hotel
Richardson Hotel
Das Hotel wurde erneut renoviert und im März 2023 unter neuer Leitung wiedereröffnet. Zu den Renovierungsarbeiten gehörte die Neugestaltung der Restaurantbereiche, und der Check-in-Schalter wurde in den ersten Stock verlegt. Das Richardson Hotel mit 88 Zimmern erstreckt sich über vier Etagen von drei der 13 von Richardson entworfenen Gebäude auf dem Gelände. Das Hotel verfügt über eine Bar, ein Café, ein Restaurant, einen Konferenzraum und einen Ballsaal im obersten Stockwerk. Die Räume sind mit antiken Möbeln aus dem Keller sowie mit etwa 300 großen Fotos des Anwesens dekoriert, von denen einige historisch und andere zeitgenössisch sind und von lokalen Fotografen aufgenommen wurden.

## In der Populärkultur
1983 wurden ein Teil eines Flurs im Erdgeschoss und ein Krankenhauszimmer so hergerichtet, dass sie wie eine Entbindungsstation aussahen und als Drehort für den Film The Natural dienten, in dem die Figur Roy Hobbs, gespielt von Robert Redford, gezeigt wurde, wie er sich von inneren Verletzungen erholt.
Mount Massive Asylum, der Hauptschauplatz des Horrorspiels Outlast von 2013, wurde dem Richardson Olmsted Complex nachempfunden.